# Mount Joern
Mount Joern ist ein 2510 m hoher Berg mit zahlreichen Graten im ostantarktischen Viktorialand. Er ragt 5 km nordwestlich des Mount Bower in der Gruppe der Outback-Nunatakker auf.
Der United States Geological Survey kartierte ihn anhand eigener Vermessungen und Luftaufnahmen der United States Navy aus den Jahren von 1959 bis 1964. Das Advisory Committee on Antarctic Names benannte ihn 1970 nach dem Mediziner Albert T. Joern, der im antarktischen Winter 1968 psychophysiologische Untersuchungen auf der Amundsen-Scott-Südpolstation durchführte.